# Cavallino ruota
Il Cavallino Ruota è un francobollo per pacchi italiano emesso nel 1954 con valore facciale di L. 1000.

## Notizie Storiche

### Il più raro francobollo della Repubblica Italiana
Il Cavallino Ruota è il più raro francobollo della Repubblica Italiana, il più ambito dai collezionisti di questo settore. Creato per affrancare i pacchi postali e non le lettere, consta di due parti separabili grazie ad una serie di dentelli verticali. La parte sinistra veniva apposta sul bollettino che accompagnava il pacco, quella destra sulla ricevuta comprovante l'avvenuto pagamento della tariffa postale; le due parti venivano divise con taglio di forbice dall'impiegato postale, rendendo così la dentellatura superflua.

Francobolli di questo genere furono prodotti fino al 1979; successivamente al 1992, quando furono messi fuori corso, si tornò ad affrancare i pacchi con i francobolli ordinari, come succedeva prima del 1914.

### I motivi della rarità
Il Cavallino Ruota ha una particolarità fondamentale: ha filigrana a ruota alata e non va confuso con il valore del tutto simile ma con filigrana a tappeto di stelle. L'emissione fu decisa con Decreto Ministeriale del 15 luglio 1953 ma la tiratura è sconosciuta, pertanto la quotazione si basa esclusivamente sugli esemplari reperibili sul mercato. 

La rarità è confermata dalla scarsa reperibilità anche dei valori usati interi che arrivano ad essere quotati €2.000.
La principale causa di rarità è probabilmente la scarsità di esemplari stampati dato il notevole importo tariffario (L. 1.000 del 1954) attribuitogli prima della decisione di cambiare la filigrana da ruota alata in stella (febbraio 1957). La massima valutazione viene data agli esemplari nuovi (quindi con entrambe le sezioni) in perfette condizioni e con la vignetta perfettamente centrata.

Il francobollo per pacchi veniva usato intero su moduli di servizio interno postale, oppure per l'incasso di servizi diversi (diritti doganali, giacenze, ecc.) apposto su bollettini di pacchi inviati dall'estero.

## Scheda Tecnica
- Emesso il 14 giugno 1954
- Stampa: calcografica
- Filigrana: a ruota alata
- Dentellatura: 13 3/4
- Validità: 13 maggio 1992